# Marbod Fritsch

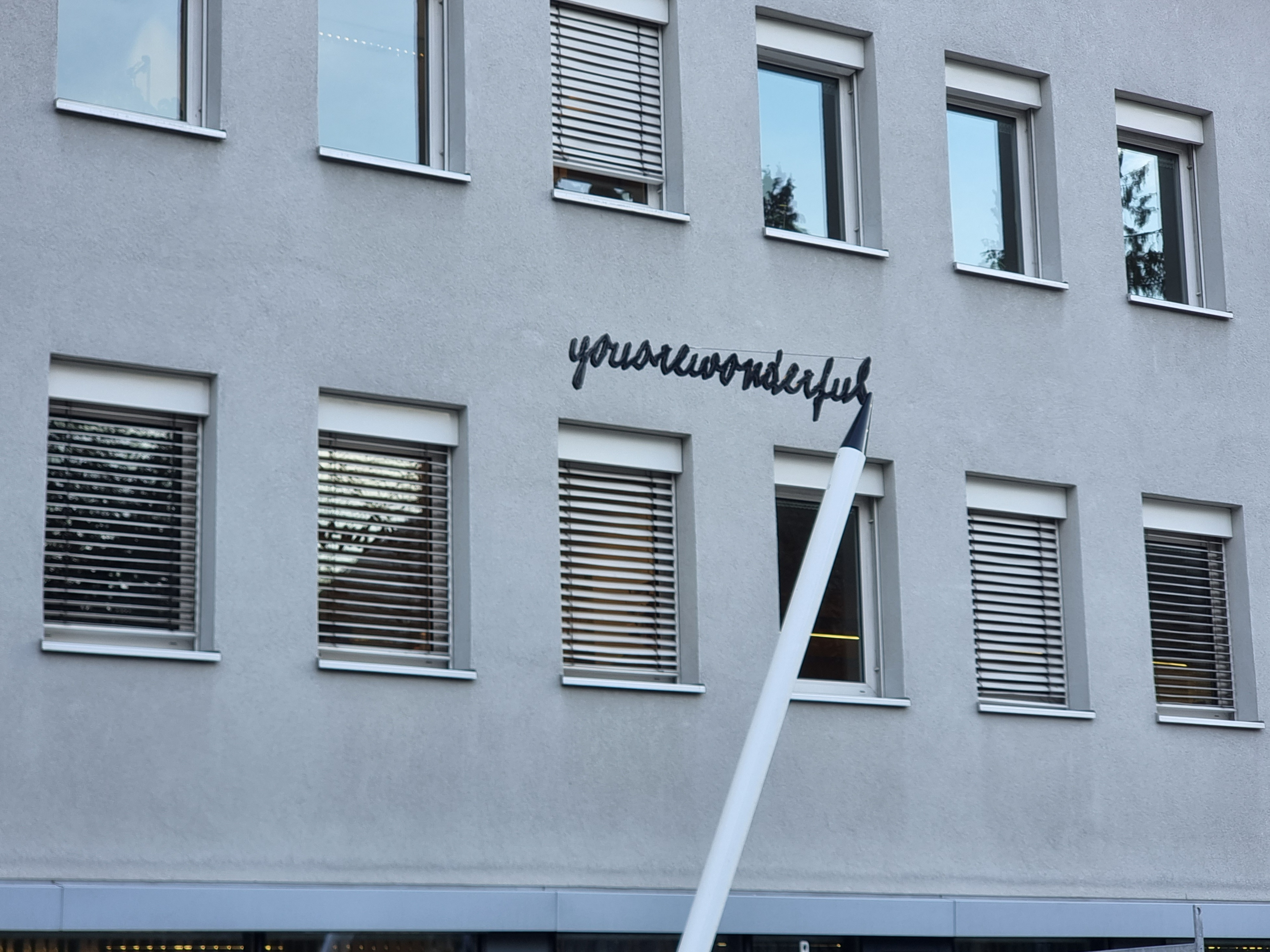
Skulptur „You are wonderful“. Der Satz stammt vom schottischen Schriftsteller Sir Arthur Conan Doyle, er sagte diese Worte auf dem Sterbebett zu seiner Frau Jane am 7. Juli 1930. Kunst-am-Bau-Wettbewerb 2011, Arbeiterkammer Feldkirch (AT)

Marbod Fritsch (* 4. Dezember 1963 in Bregenz) ist ein österreichischer Zeichner und Konzeptkünstler.

## Leben
Marbod Fritsch studierte von 1982 bis 1987 Rechtswissenschaft, anschließend bis 1992 an der Universität für angewandte Kunst Wien bei Grete Rader-Soulek, Sepp Moosmann und Beverly Piersol (Meisterklasse für Tapisserie) und schloss mit Diplom ab. Seit 1996 ist Fritsch Dozent an der Wiener Schule für Kunsttherapie und war von 2005 bis 2015 Lehrbeauftragter für freies Zeichnen an der Fachhochschule Vorarlberg.
Fritsch lebt und arbeitet in Wien und Bregenz.

## Ausstellungen (Auswahl)
2023
- Bildraum Bodensee, Bregenz
- Galerie Arthouse, Bregenz

2022
- Fidelis, Palais Liechtensten, Feldkirch

2021
- Ortung 12, Schwabach, D
- NMDK, Thal, A - Scheffau, D

2019
- Johanniterkirche, Feldkirch

2018
- Kunstraum Engländerbau, Vaduz
- Galerie Arthouse, Bregenz
- Künstlerhaus Thurn und Taxis, Bregenz
- Stadtmuseum Dornbirn
- Galerie Aller Art; Bludenz

2017
- Bildraum 07, Wien
- Alt Ems, Hohenems

2016
- M.I.L.K Ressort, Göfis
- Galerie Hollenstein, Lustenau
- Künstlerhaus Thurn und Taxis, Bregenz
- Galerie AllerArt, Bludenz
- ORF Landesfunkhaus, Dornbirn

2015
- Galerie Webo, Amtzell (D)

2014
- Galerie 60, Feldkirch

2013
- Kunstraum Reiner, Lochau

2012
- Kuefer Martis Huus, Ruggell (Fl)

2011
- Galerie Arthouse, Bregenz

2010
- Galerie Peithner Lichtenfels, Wien

2009
- Neue Architekturen, Galerie Hollenstein, Lustenau

2008
- „Lauter Tore“, Galerie Arthouse, Bregenz
- Kunsthaus Bregenz, Reihe: interkulturelle Projekte
- Galerie Eric Devlin, Montreal

2007
- Galerie Peithner Lichtenfels, Wien
- fine black pilot, neue zeichnungen, Kunstverein A4, Feldkirch
- Casino Real, in Zusammenarbeit mit der Galerie Lsi Hämmerle, Bregenz

2006
- BILD, IDEE, CODE, Galerie ART HOUSE, Dornbirn
- displaced, Kulturzentrum 7*Stern, Wien
- Galerie Glacis, Graz
- Separation Point, Kunstprojekt FOEN-X 04’, Hard
- Neue Arbeiten, Galerie Eric Devlin, Montreal (CAN)

2003
- Perfect from now on, Galerie ART HOUSE Bregenz

2002
- Zeichnungen-Drawings/Junge Kunst Österreich,
Kunstraum Langenfeld, Langenfeld (D)

2001
- Raum. Beschreibungen, Galerie ART HOUSE, Dornbirn
- Galerie Eric Devlin, Montreal (CAN)

2000
- Raum 28/6, Wien
- An Evening with. Zeichnungen und Glasarbeiten, Galerie 60, Feldkirch

1999
- Galerie Glacis, Graz

1998
- Konstruktionen, Galerie 60, Feldkirch
- Bilder 1990–1998, Galerie Glacis, Graz

1997
- Galerie Eric Devlin, Montreal (CAN)
- Galerie Glacis, Graz

## Publikationen
- WERKSCHAU Marbod Fritsch 2009–2023, 2023; ISBN 978-3-200-09355-3
- JEAN LUC, Wien, 2017
- BIOGRAPHIE, Hohenems, 2017
- Neue Zeichnungen, 2016
- Das Museum R, ORF Zentrum, Dornbirn, 2016
- Säulen, Zeichnungen, 2015
- Marbod Fritsch, Bühnenbild, vorarlberg museum, 2013
- Neue Architekturen, 2009
- Gates, Beijing, 2008
- Asylum, Kunsthaus Bregenz, 2008
- Neue Zeichnungen, 2008
- Arbeiten 1999–2007, Bucher Verlag, Hohenems 2007
- Tendenzen, Blaugelbe Galerie, Weistrach 2004
- Neue Arbeiten, Galerie am Lindenplatz, Vaduz 2002
- Raum. Beschreibungen, ART HOUSE Bregenz/Galerie Eric Devlin, Montreal 2001
- SCHNITTSTELLEN, Galerie Manik, Wien 2001
- The Movin Earth Project, 1999
- Konstruktionen, Zeichnungen 1996–1998
- Marbod Fritsch, Zeichnungen Drawings 1995/96, Galerie ART HOUSE, Bregenz 1996
- „Sponsored by“, Künstlerhaus Bregenz 1994
- Zeichnungen 91, Galerie Ariadne, Bregenz 1991

## Ehrungen und Auszeichnungen
- 1988: 21. Österreichischer Grafikwettbewerb, Innsbruck - Ankaufspreis
- 1989: Rotary – Kunstförderungspreis 89
- 1993: Preisträger der Sussmann-Stiftung
- 1995: Hypobank Wettbewerb, Trend-art Spectrum – 2. Preis, Künstlerfond der Sparkasse Dornbirn – Ankaufspreis
- 1998: Künstlerfond der Sparkasse Dornbirn – Förderpreis
- 1999: Bauholding Kunstwettbewerb – Anerkennungspreis
- 2002: Wettbewerb Hahnenkammrennen 2003 Plakat – 1. Preis
- 2003: Künstlerfond der Sparkasse Dornbirn – Förderpreis
- 2004: Kunst am Bau-Wettbewerb, Bäuerliches Schul- und Bildungszentrum für Vorarlberg (BSBZ), Hohenems
- 2010: AK-Wettbewerb Feldkirch, 3. Platz
- 2011: AK-Wettbewerb Feldkirch, Ankauf der Skulptur you are wonderfull
- 2018: Kunst am Bau-Wettbewerb, Bäuerliches Schul- und Bildungszentrum für Vorarlberg (BSBZ), Hohenems
- 2022: Ein Denkmal für den Weingartener Vertrag